# Херман фон Липе-Вайсенфелд
Карл Фридрих Херман фон Липе-Вайсенфелд (на немски: Karl Friedrich Hermann Graf und Edler Herr zur Lippe-Weissenfeld) от линията Липе-Бистерфелд на фамилията Липе е граф и господар на Липе-Вайсенфелд.

## Биография
Роден е на 20 март 1783 година във Виена, Хабсбургска монархия. Той е третият син на граф Карл Кристиан фон Липе-Вайсенфелд (1740 – 1808) и първата му съпруга графиня Хенриета Луиза фон Каленберг (1745 – 1799), дъщеря на граф Йохан Александер фон Каленберг (1697 – 1776) и графиня и господарка Рахел Луиза Хенриета фон Вертерн-Байхлинген (1726 – 1753).
Баща му Карл Кристиан фон Липе-Вайсенфелд се жени втори 1800 г. в Кличдорф за братовчедка си графиня Изабела Луиза Констанца фон Золмс-Барут (1774 – 1856).
Херман фон Липе-Вайсенфелд умира на 21 февруари 1841 година в Брауншвайг, Германски съюз, на 57-годишна възраст.

## Фамилия
Първи брак: на 5 януари 1808 г. с Каролина фон Ланг-Мутенау (* 10 януари 1782, Хелдбург при Хилдбургхаузен; † 7 януари 1815, Дрезден), дъщеря на Кристиан Фридрих Тобиас фон Ланг-Мутенау и Ева Каролина фон Зомерфелд. Те имат двама сина:
- Карл Октавио (* 6 ноември 1808, Обернцен; † 13 февруари 1885, Фридег при Маутхаузен, Долна Австрия), граф и господар на Липе-Вайсенфелд, женен I. на 24 октомври 1833 г. в Цшеплин при Айленбург за графиня Мария фон Менгерзен (* 4 август 1809; † 26 февруари 1863), II. на 27 юни 1876 г. в Райхенхал за графиня Лéони Митровски фон Митровиц (* 10 ноември 1846; † 16 февруари 1877); от първия брак има 9 деца
- Курт Райнике (* 29 юли 1812, Ерланген; † 26 декември 1895, Грац), граф на Липе-Вайсенфелд, женен на 25 август 1847 г. в Швертберг за Георгина Мария Актон (* 12 май 1823; † 30 декември 1891); има три деца

Втори брак: на 4 септември 1815 г. в Гросгрюндлах с Доротя фон Ланг-Мутенау (* 5 юни 1777, Хелдбург при Хилдбургхаузен; † 12 декември 1835, Нюрнберг-Гостенхоф). Те се развеждат 1831 г. Бракът е бездетен.
Трети брак: на 24 март 1831 г. в Брауншвайг с Матилда фон Хартитцш (* 24 ноември 1800, Торгау, окр. Мерзебург; † 7 февруари 1886, Брауншвайг), дъщеря на Фридрих Георг фон Хартитцш и Емилия Ердмута фон Бризен. Бракът е бездетен. Матилда фон Хартитцш се омъжва втори път на 25 май 1842 г. за Вилхелм фон Узлар.